# Wohnsiedlung Unteraffoltern III
Die Wohnsiedlung Unteraffoltern III ist eine städtische Wohnsiedlung in Unteraffoltern bei Zürich, die 1981 bezugsbereit war. Die von den Architekten Zweifel+Strickler Partner entworfenen sieben Mehrfamilienhäuser sind in zwei Zeilen entlang einer mittleren Gasse angeordnet, die sowohl der Erschliessung der Überbauung, wie auch als Innenhof dient.

## Geschichte
Affoltern wurde 1934 in Zürich eingemeindet, konnte aber bis in die 1950er-Jahre den Charakter eines Bauerndorfes bewahren. Das Quartier hatte in den 1960er-Jahren immer noch grosse zusammenhängende Freiflächen. In dieser Zeit entstand das städtische Richtplanprojekt für den Bau von Wohnungen und Infrastruktur für 5000 Leute. Das Gebiet liegt unmittelbar nördlich der Bahnstrecke Seebach–Regensdorf, sodass der alte Dorfkern von Unteraffoltern möglichst nicht gestört werden sollte. Mit den Wohnsiedlungen Unteraffoltern I und II wurde die erste Phase des städtischen Bauprojekts umgesetzt. Es waren dies 12 Mehrfamilienhäuser mit Wohnungen für Familien und zwei Scheibenhochhäuser von Georges-Pierre Dubois mit mehrheitlich kleineren Wohnungen. Mit Unteraffoltern III konnte das Projekt 1982 abgeschlossen werden.

## Bauwerk
Die sieben Mehrfamilienhäuser bieten 62 Wohnungen, deren Grösse von 58 m² grossen 1 ½ Zimmer-Wohnungen bis zu 183 m² grossen 5 ½ Zimmer-Wohnungen reicht. Die meisten der 23 4 ½ Zimmer-Wohnungen sind als zweistöckige Maisonette-Wohnungen ausgeführt, die 5 ½ Zimmer-Wohnungen belegen drei Stockwerke. Die beiden Häuserzeilen sind mit drei Passerellen verbunden, die Treppenhäuser sind frei stehend.